# Grande Prêmio de Mônaco de 2008
Resultados do Grande Prêmio de Mônaco de Fórmula 1 realizado em Montecarlo em 25 de maio de 2008. Sexta etapa do campeonato, foi vencido pelo britânico Lewis Hamilton, da McLaren-Mercedes, com Robert Kubica em segundo pela BMW Sauber e Felipe Massa em terceiro pela Ferrari.

## Resumo
Lewis Hamilton teve dificuldade no início da prova. O pneu direito traseiro de sua McLaren tocou um muro na sexta volta e estourou. O piloto britânico conseguiu levar o carro até os boxes com o pneu quase saindo da roda. Mesmo assim, ele conseguiu se manter entre os primeiros até assumir a ponta. Foi a primeira vitória de Lewis Hamilton em Mônaco.
O bom desempenho do piloto brasileiro Felipe Massa no treino de sábado, quando conquistou a pole position, contrastou com o desempenho, seu e da equipe da Ferrari, na prova. Felipe Massa liderava desde a largada, mas rodou e perdeu a liderança para Robert Kubica. Apostando em chuva até o final do GP, a equipe programou apenas uma parada para o brasileiro. Entretanto, a chuva parou, o asfalto secou e Massa foi obrigado a fazer um pit stop além do que fora previsto.
O finlandês Kimi Raikkonen (Ferrari), que liderava o Mundial de Pilotos, também teve problemas. Punido logo nas primeiras voltas, manteve-se entre os cinco primeiros colocados. Nas voltas finais, perdeu o controle de seu carro, que se chocou com a Force India do alemão Adrian Sutil, considerado por muitos críticos o destaque da prova. Ambos foram para os boxes. Adrian Sutil abandonou. Raikkonen conseguiu voltar e terminou na 9ª posição, perdendo assim a liderança do Mundial de Pilotos para Lewis Hamilton.
Rubens Barrichello, da Honda, chegou na 6ª posição e, com isso, quebrou um jejum de 22 provas sem pontuar.
A duração da prova ultrapassaria o período de 2 horas. Por isso, terminou com 76 voltas (eram previstas 78), por contagem do tempo, conforme prevê o regulamento elaborado pela FIA.
Marcou a corrida de número 200 na carreira do italiano Giancarlo Fisichella.

## Classificação da prova

### Treinos classificatórios
| Pos.   | Nº | Piloto               | Equipe              | Q1       | Q2       | Q3         | Grid | Notas      |
| ------ | -- | -------------------- | ------------------- | -------- | -------- | ---------- | ---- | ---------- |
| 1      | 2  | Felipe Massa         | Ferrari             | 1:15.190 | 1:15.110 | 1:15.787   | 1    |            |
| 2      | 1  | Kimi Räikkönen       | Ferrari             | 1:15.717 | 1:15.404 | 1:15.815   | 2    |            |
| 3      | 22 | Lewis Hamilton       | McLaren-Mercedes    | 1:15.582 | 1:15.322 | 1:15.839   | 3    |            |
| 4      | 23 | Heikki Kovalainen    | McLaren-Mercedes    | 1:15.295 | 1:15.389 | 1:16.165   | 4    |            |
| 5      | 4  | Robert Kubica        | BMW Sauber          | 1:15.977 | 1:15.483 | 1:16.171   | 5    |            |
| 6      | 7  | Nico Rosberg         | Williams-Toyota     | 1:15.935 | 1:15.287 | 1:16.548   | 6    |            |
| 7      | 5  | Fernando Alonso      | Renault             | 1:16.646 | 1:15.827 | 1:16.852   | 7    |            |
| 8      | 11 | Jarno Trulli         | Toyota              | 1:16.306 | 1:15.598 | 1:17.203   | 8    |            |
| 9      | 10 | Mark Webber          | Red Bull-Renault    | 1:16.074 | 1:15.745 | 1:17.343   | 9    |            |
| 10     | 9  | David Coulthard      | Red Bull-Renault    | 1:16.086 | 1:15.839 | [ nota 2 ] | 10   | [ nota 2 ] |
| 11     | 12 | Timo Glock           | Toyota              | 1:16.285 | 1:15.907 |            | 11   |            |
| 12     | 16 | Jenson Button        | Honda               | 1:16.259 | 1:16.101 |            | 12   |            |
| 13     | 3  | Nick Heidfeld        | BMW Sauber          | 1:16.650 | 1:16.455 |            | 13   |            |
| 14     | 8  | Kazuki Nakajima      | Williams-Toyota     | 1:16.756 | 1:16.479 |            | 14   |            |
| 15     | 17 | Rubens Barrichello   | Honda               | 1:16.208 | 1:16.537 |            | 15   |            |
| 16     | 14 | Sébastien Bourdais   | Toro Rosso-Ferrari  | 1:16.806 |          |            | 16   |            |
| 17     | 6  | Nelson Piquet Jr.    | Renault             | 1:16.933 |          |            | 17   |            |
| 18     | 15 | Sebastian Vettel     | Toro Rosso-Ferrari  | 1:16.955 |          |            | 20   | [ nota 2 ] |
| 19     | 20 | Adrian Sutil         | Force India-Ferrari | 1:17.225 |          |            | 18   |            |
| 20     | 21 | Giancarlo Fisichella | Force India-Ferrari | 1:17.823 |          |            | 19   | [ nota 2 ] |
| Fonte: |    |                      |                     |          |          |            |      |            |

### Corrida
| Pos.   | Nº | Piloto               | Construtor          | Voltas | Tempo/Diferença | Grid | Pontos |
| ------ | -- | -------------------- | ------------------- | ------ | --------------- | ---- | ------ |
| 1      | 22 | Lewis Hamilton       | McLaren-Mercedes    | 76     | 2:00:42.742     | 3    | 10     |
| 2      | 4  | Robert Kubica        | BMW Sauber          | 76     | + 3.064         | 5    | 8      |
| 3      | 2  | Felipe Massa         | Ferrari             | 76     | + 4.811         | 1    | 6      |
| 4      | 10 | Mark Webber          | Red Bull-Renault    | 76     | + 19.295        | 9    | 5      |
| 5      | 15 | Sebastian Vettel     | Toro Rosso-Ferrari  | 76     | + 24.657        | 19   | 4      |
| 6      | 17 | Rubens Barrichello   | Honda               | 76     | + 28.408        | 14   | 3      |
| 7      | 8  | Kazuki Nakajima      | Williams-Toyota     | 76     | + 30.180        | 13   | 2      |
| 8      | 23 | Heikki Kovalainen    | McLaren-Mercedes    | 76     | + 33.191        | 4    | 1      |
| 9      | 1  | Kimi Räikkönen       | Ferrari             | 76     | + 33.792        | 2    |        |
| 10     | 5  | Fernando Alonso      | Renault             | 75     | + 1 volta       | 7    |        |
| 11     | 16 | Jenson Button        | Honda               | 75     | + 1 volta       | 11   |        |
| 12     | 12 | Timo Glock           | Toyota              | 75     | + 1 volta       | 10   |        |
| 13     | 11 | Jarno Trulli         | Toyota              | 75     | + 1 volta       | 8    |        |
| 14     | 3  | Nick Heidfeld        | BMW Sauber          | 72     | + 4 voltas      | 12   |        |
| Ret    | 20 | Adrian Sutil         | Force India-Ferrari | 68     | Colisão         | 18   |        |
| Ret    | 7  | Nico Rosberg         | Williams-Toyota     | 61     | Acidente        | 6    |        |
| Ret    | 6  | Nelson Piquet Jr.    | Renault             | 47     | Acidente        | 17   |        |
| Ret    | 21 | Giancarlo Fisichella | Force India-Ferrari | 37     | Acidente        | 20   |        |
| Ret    | 9  | David Coulthard      | Red Bull-Renault    | 7      | Colisão         | 15   |        |
| Ret    | 14 | Sébastien Bourdais   | Toro Rosso-Ferrari  | 7      | Colisão         | 16   |        |
| Fonte: |    |                      |                     |        |                 |      |        |

## Tabela do campeonato após a corrida
| Pos.   | Piloto         | Pontos |
| ------ | -------------- | ------ |
| 1      | Lewis Hamilton | 38     |
| 2      | Kimi Räikkönen | 35     |
| 3      | Felipe Massa   | 34     |
| 4      | Robert Kubica  | 32     |
| 5      | Nick Heidfeld  | 20     |
| Fonte: |                |        |

| Pos.   | Construtor       | Pontos |
| ------ | ---------------- | ------ |
| 1      | Ferrari          | 69     |
| 2      | McLaren–Mercedes | 53     |
| 3      | BMW Sauber       | 52     |
| 4      | Williams-Toyota  | 15     |
| 5      | Red Bull-Renault | 15     |
| Fonte: |                  |        |

- Nota: Somente as primeiras cinco posições estão listadas.